# فرناندو ألتاميرانو
فرناندو ألتاميرانو (بالإسبانية: Fernando Altamirano)‏ هو عالم وظائف الأعضاء وطبيب وعالم نبات مكسيكي، ولد في 7 يوليو 1848 في Aculco ‏ في المكسيك، وتوفي في 7 أكتوبر 1908 في مدينة مكسيكو في المكسيك.